# Sergio Contreras Pardo
|  | Per a altres significats, vegeu «Coke (desambiguació)». |

Sergio Contreras Pardo, més conegut com a Koke, (Màlaga, 27 d'abril de 1983), és un futbolista andalús, que ocupa la posició de davanter.

## Trajectòria
Format al planter del Màlaga CF, debuta amb el primer equip a la temporada 02/03, en la qual hi juga sis partits a la màxima categoria, tot marcant un gol.
El gener del 2004, en vista de la manca d'oportunitats, s'uneix a l'Olympique de Marsella de la Ligue 1. Eixa temporada no marca en cap dels 10 partits que disputa, però per la temporada 04/05 suma 24 partits i cinc gols. A la campanya següent, l'arribada de Niang i Maoulida li barren el pas, sent suplent. El gener del 2006, és cedit a l'Sporting de Lisboa.
Quan l'Olympique de Marsella es fa amb els serveis, a l'estiu del 2006, de Djibril Cissé, l'andalús deixa el club francès, tot fitxant per l'Aris Thessaloniki grec. A l'equip de Tessalònica hi destaca, tot marcant deu gols tant la temporada 07/08 com a la posterior.